# Inquisition
Gli Inquisition sono un gruppo musicale formatosi a Cali, in Colombia, nel 1988. Originariamente orientato verso il thrash metal, dal 1994 il gruppo è riconducibile invece a sonorità black metal.

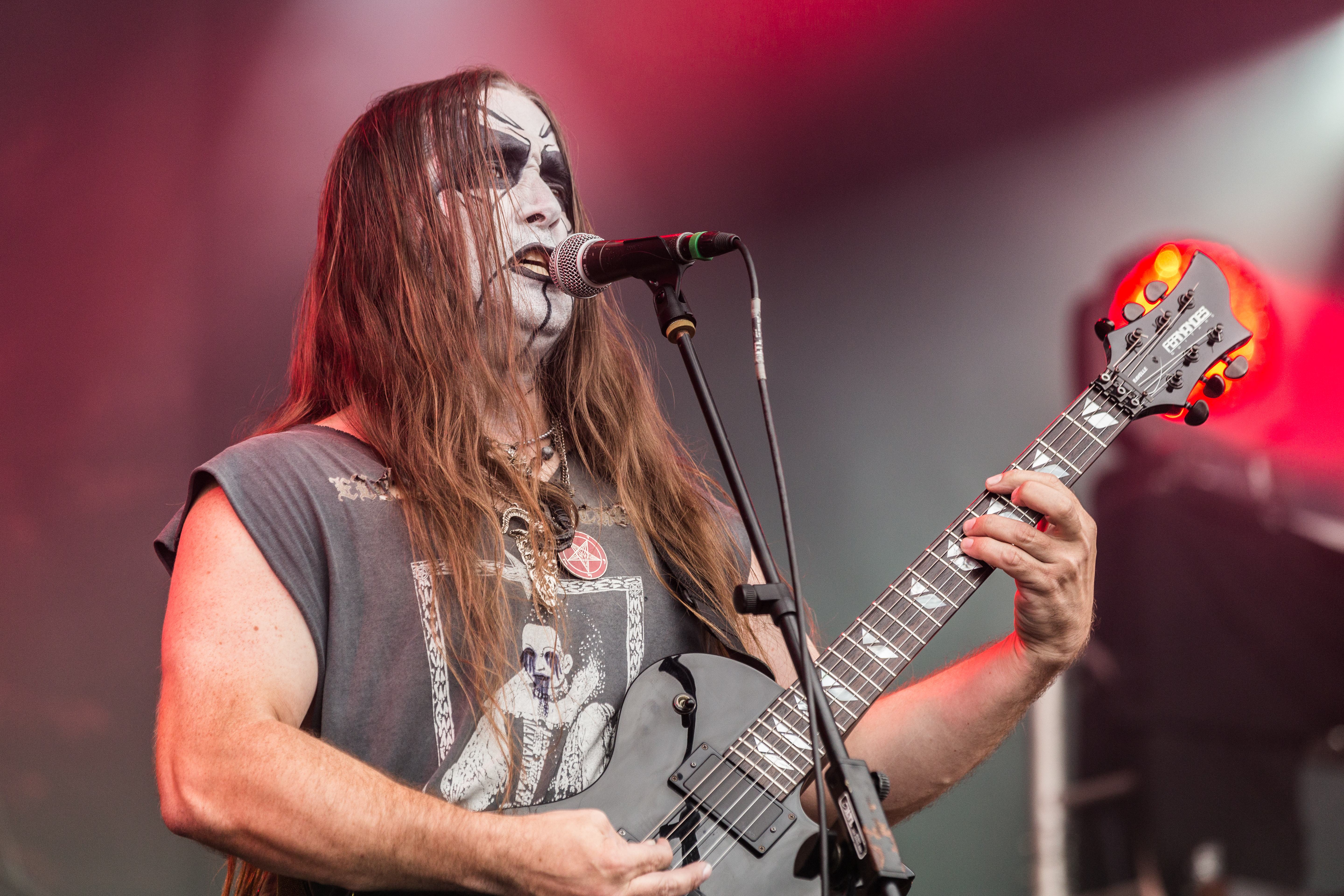
Dagon

Nel 1996, il chitarrista e membro fondatore Dagon decise di lasciare la Colombia e di trasferirsi negli Stati Uniti d'America per continuare il progetto Inquisition e mettersi in cerca di un nuovo batterista. Durante lo stesso anno venne reputato adatto al ruolo Incubus, che sì unì al gruppo. Ad eccezione del debutto, tutti gli album del gruppo sono stati registrati in una formazione a due, rimasta fissa da allora.

## Formazione

### Formazione attuale
- Dagon – voce, chitarra, basso (1988-)
- Incubus – batteria (1996-)

### Ex componenti
- John Santa – batteria (1988-1994)
- Endhir Xo Kpurtos – batteria (1996)
- Debandt – basso
- Cesar Santa – basso (1989)
- Carlos Arcila – tastiera elettronica e flauto

## Discografia
Album in studio
- 1998 – Into the Infernal Regions of the Ancient Cult
- 2002 – Invoking the Majestic Throne of Satan
- 2004 – Magnificent Glorification of Lucifer
- 2007 – Nefarious Dismal Orations
- 2010 – Ominous Doctrines of the Perpetual Mystical Macrocosm
- 2013 – Obscure Verses for the Multiverse
- 2016 – Bloodshed Across the Empyrean Altar Beyond the Celestial Zenith
- 2020 – Black Mass for a Mass Grave
- 2024 – Veneration of Medieval Mysticism and Cosmological Violence

Raccolte

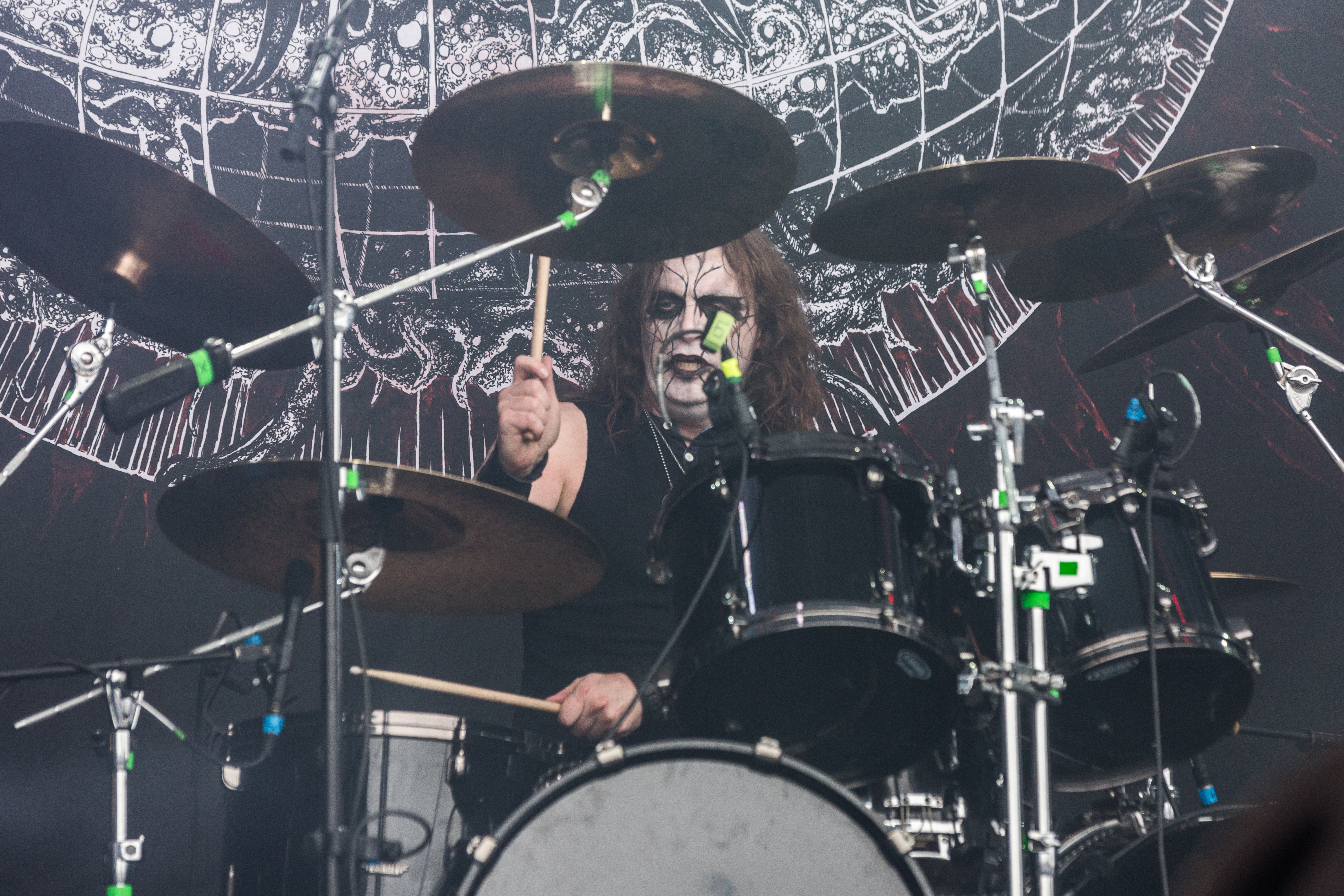
Incubus

- 2006 – Anxious Death / Forever Under

Split
- 1996 – Summoning the Black Dimensions in the Farallones / Nema

EP
- 1990 – Anxious Death
- 1996 – Incense of Rest
- 2004 – Unholy Inquisition Rites

Demo
- 1993 – Forever Under